# 襄邑郡
襄邑郡，中国南北朝时设置的郡。
西魏改襄城郡置，治所在赭阳城（今河南省方城县城东）。辖境约当今河南省方城县及叶县西南部。属广州。隋朝开皇初年废。 